# Êtes-vous plus malin qu'un enfant de primaire ?
 (mai 2010).
Si vous disposez d'ouvrages ou d'articles de référence ou si vous connaissez des sites web de qualité traitant du thème abordé ici, merci de compléter l'article en donnant les références utiles à sa vérifiabilité et en les liant à la section « Notes et références ».
Êtes-vous plus malin qu'un enfant de primaire ? est une émission télévisée diffusée en Belgique sur RTL-TVI présentée par Alain Simons. Il s'agit de l'adaptation d'un concept américain Are You Smarter Than a 5th Grader?.

## Principe
Cette émission mettait en jeu des adultes confrontés à des questions de primaire. Aidés par des enfants de 10 à 12 ans (Sandrine, Meva, Meghann, Benjamin D. & Omer), il devait répondre aux questions. Le candidat choisit tout d'abord un enfant qui l'aidera pour deux questions. Ensuite, il choisit une matière. Il y a deux matières par année, de la 1re à la 5e primaire. On pose ensuite une question au candidat. L'enfant répond par écrit, puis appuie sur un bouton poussoir lorsque sa réponse est définitive. Le candidat, lui, donne sa réponse oralement. Lorsqu'il appuie sur le bouton, sa dernière réponse est considérée comme définitive.
Si un candidat ne gagne pas la somme maximale (100 000 €), il doit prononcer la phrase « Non, je ne suis pas plus malin qu'un enfant de primaire ».

### Progression du jeu
Il y avait onze questions en tout, qui faisait monter la cagnotte du candidat successivement à : 100 €, 500 €, 1 000 €, 2 500 €, 5 000 € (« palier »), 7 500 €, 10 000 €, 15 000 €, 25 000 €, 50 000 € et enfin 100 000 €. La question à 5 000 € est dite palier : si le candidat y répond correctement, il est certain de repartir avec au moins cette somme. À tout moment, un candidat peut arrêter et repartir avec sa cagnotte.
Pour la question à 100 000 €, le candidat n'a pas droit à l'aide des enfants. Il doit répondre à une question de 6e primaire, sur un thème qu'on lui aura précisé. Il a alors le choix : soit il s'arrête avec 50 000 €, soit il tente la question. Une fois qu'il a découvert celle-ci, il est obligé d'y répondre, et repart avec 5 000 € en cas de mauvaise réponse, 100 000 € s'il répond correctement.

### Jokers
Trois « jokers » étaient à leurs dispositions « Regarder », « Copier », « Sauvé » :
- « Regarder » : le candidat regarde la réponse de l'enfant. Il a alors la possibilité de la choisir ou bien de proposer une autre réponse ;
- « Copier » : le candidat valide pour réponse celle proposée par l'enfant avant même de la consulter ;
- « Sauvé » : si le candidat s'est trompé mais que l'enfant a répondu juste, ce joker s'utilise automatiquement et le joueur est considéré comme ayant répondu correctement.

Lorsque l'enfant répond correctement, l'utilisation combinée des jokers « regarder » et « sauvé » permettait, si l'enfant avait répondu correctement ou si seulement deux réponses étaient proposées, de passer automatiquement à la question suivante.